# EXIT (フェスティバル)
EXIT（イグジット）は、セルビアのノヴィ・サド、ペトロヴァラディンで毎年7月に開催される音楽フェスティバル。イグジット・フェスティバル（EXIT Festival）とも呼ばれる。エレクトロニック、ダンス、ヒップホップ、R&B、ポップ、ロックなど、様々なアーティストが出演する。

## 概要
EXITは、2000年にセルビアのノヴィ・サドで、セルビアとバルカン半島の民主主義と自由を求めて戦う学生運動として発足した。2000年のユーゴスラビアの総選挙後、2001年にフェスティバルはノヴィ・サド市の大学公園から同市のペトロヴァラディン要塞に移転した。現在も社会的な部分はフェスティバルの活動の重要な側面である。
歴史的な建造物が立ち並ぶペトロヴァラディン要塞で開催されるEXITは、ヨーロッパでも特に人気のあるフェスティバルとして知られており、2007年にUKフェスティバル・アワードでベスト・オーバーシーズ・フェスティバル賞を受賞している。2013年と2017年にはヨーロピアン・フェスティバル・アワードでベスト・メジャー・フェスティバル賞を受賞した。

## ギャラリー

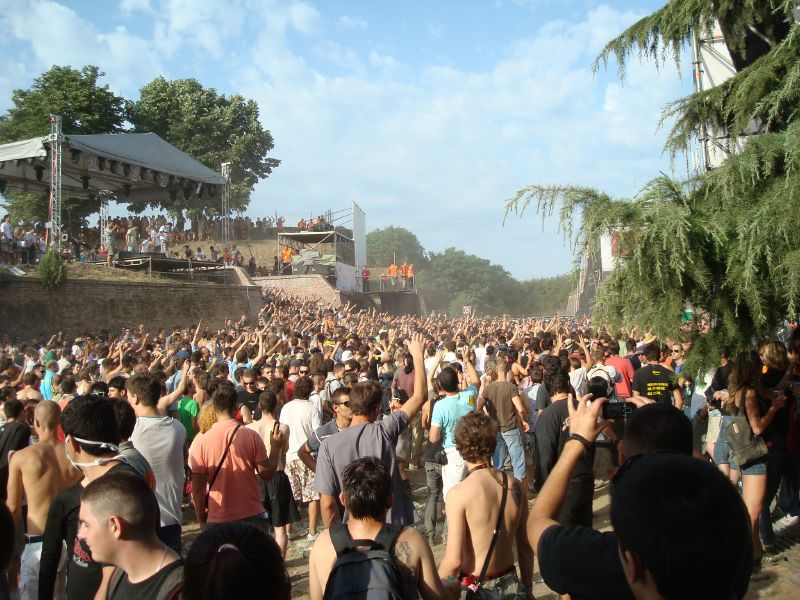
2008
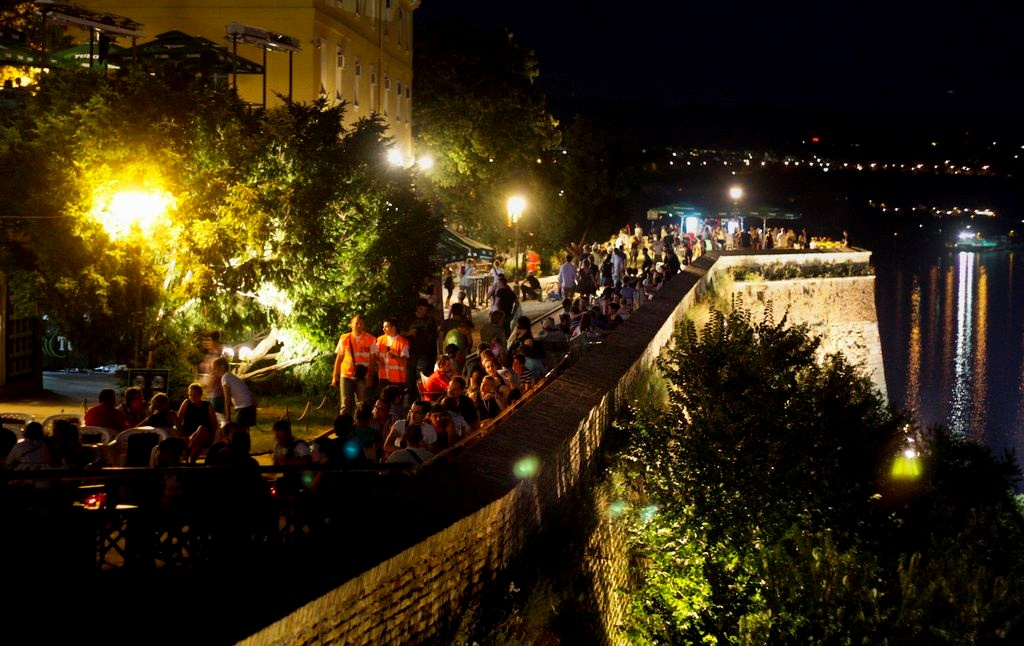
2011
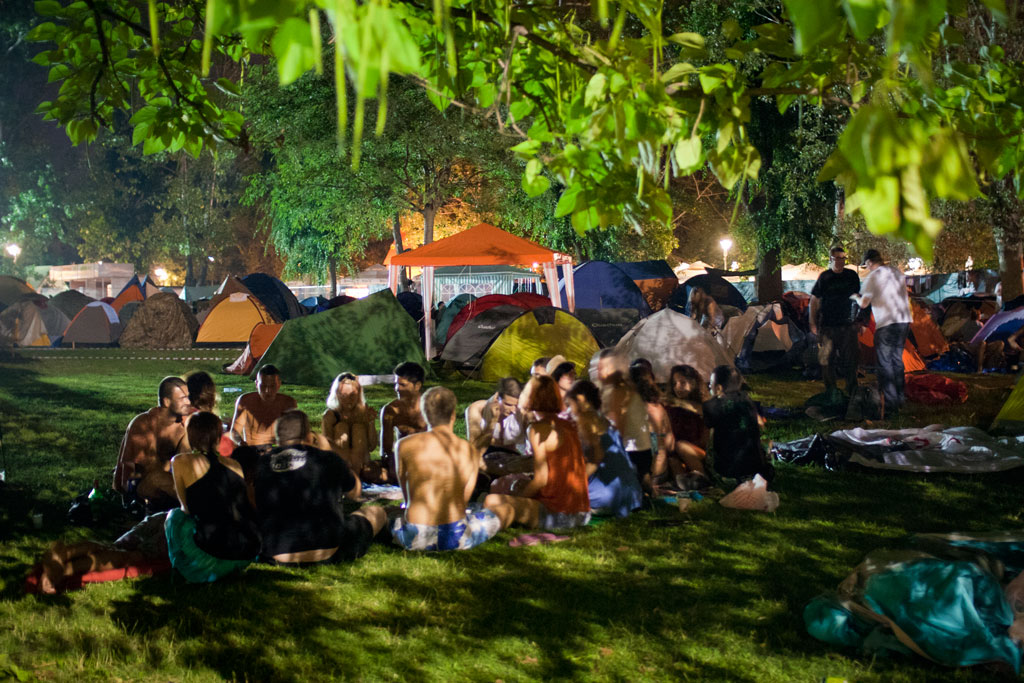
2012
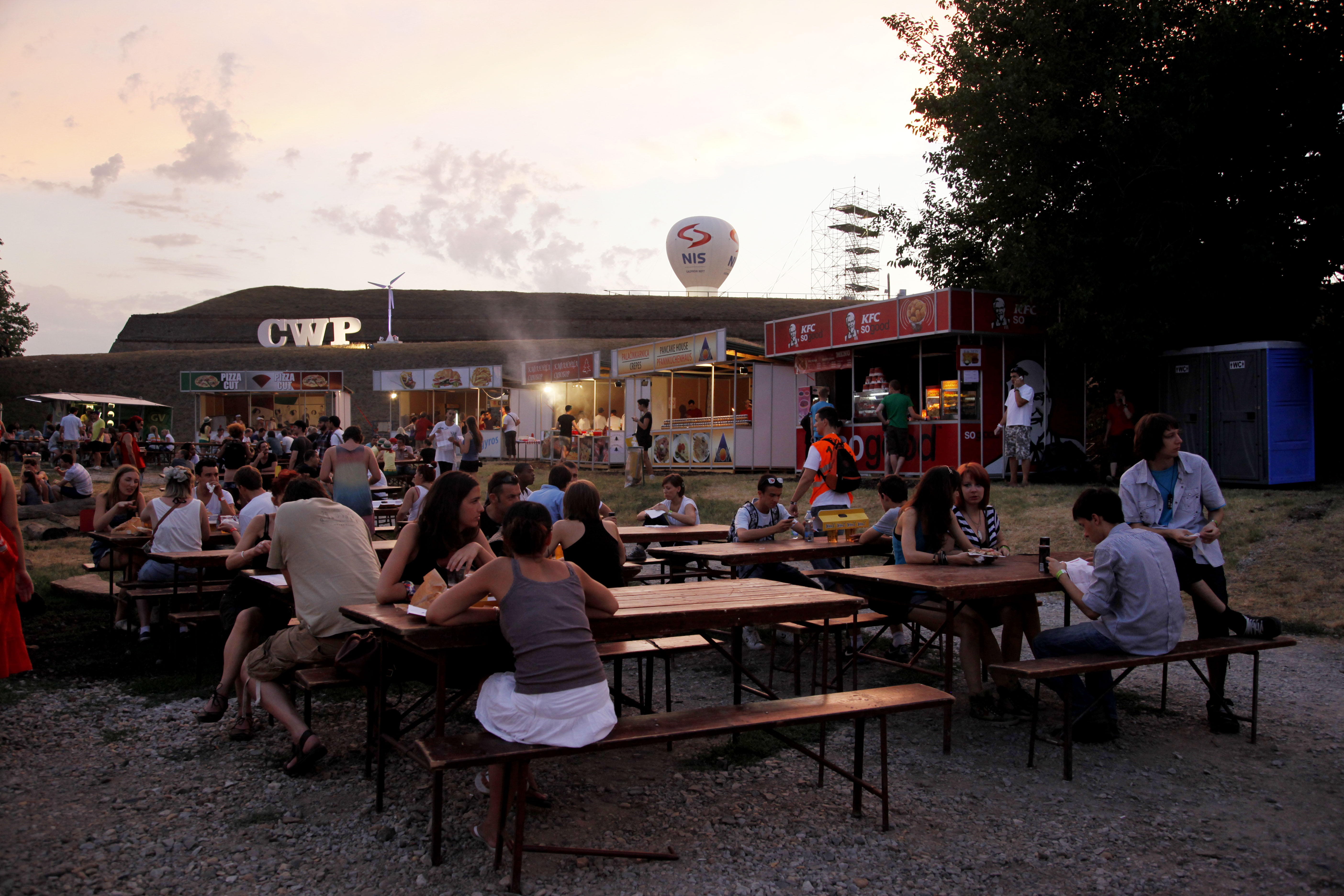
2012
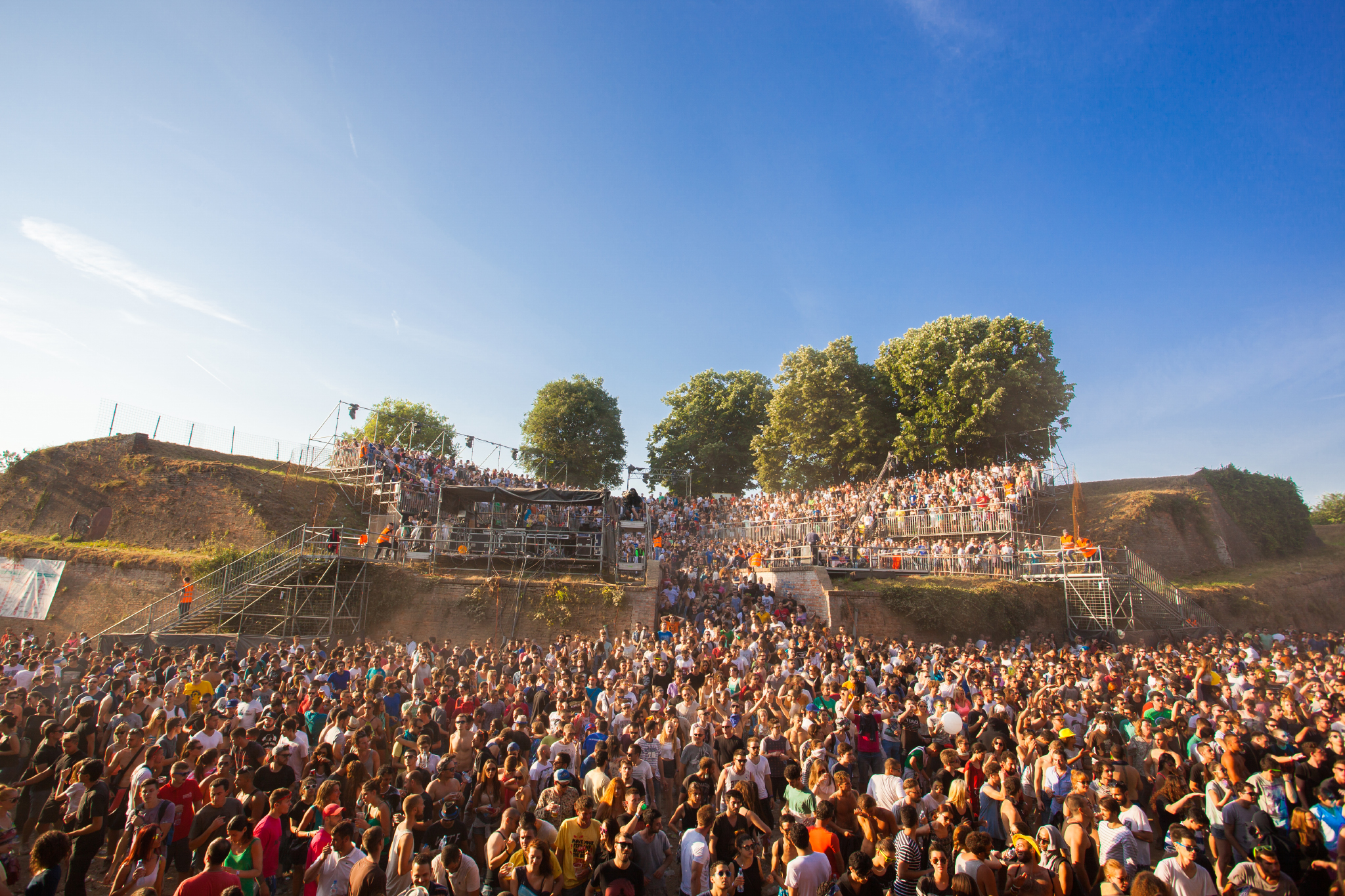
2015
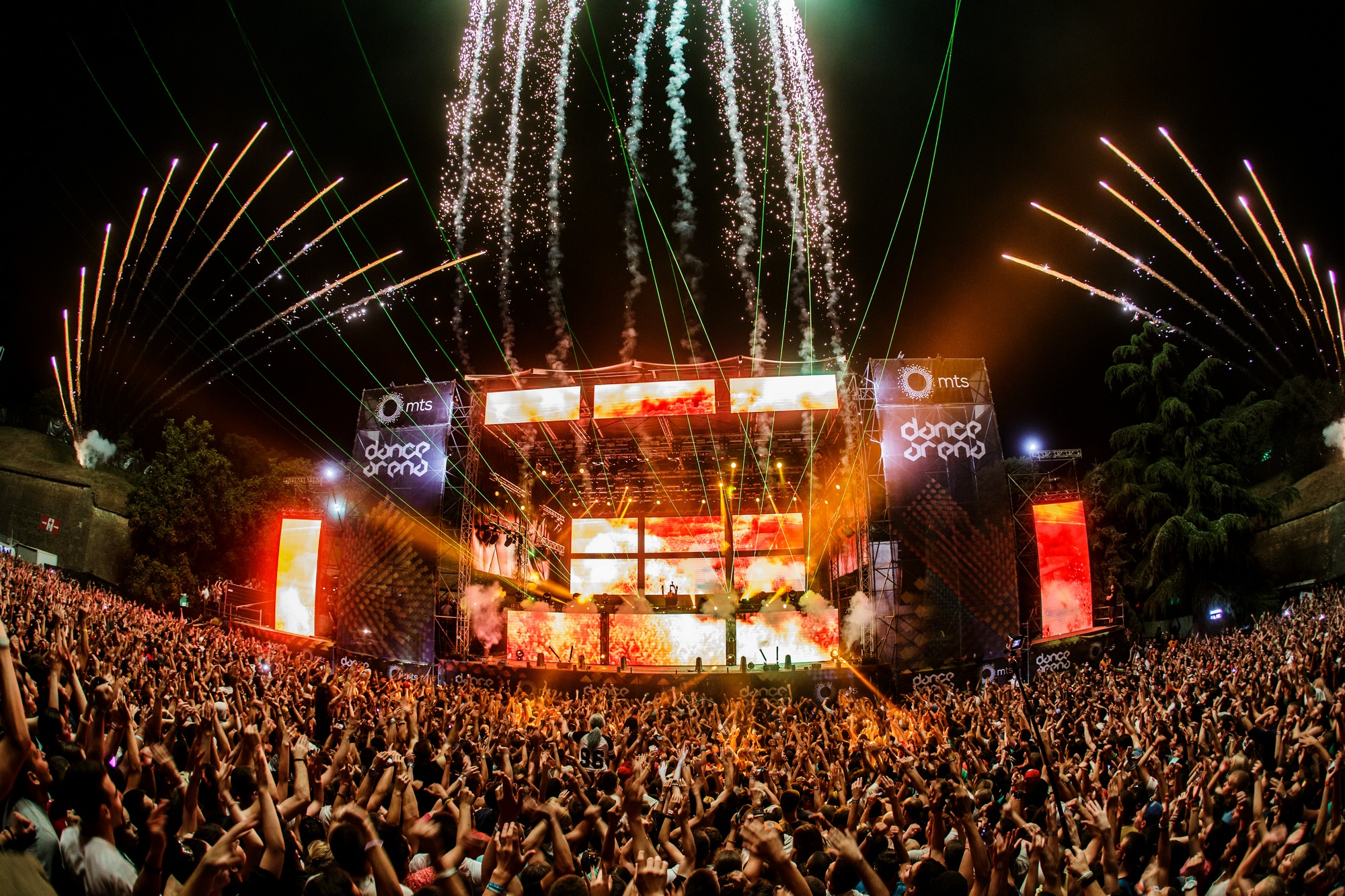
2015
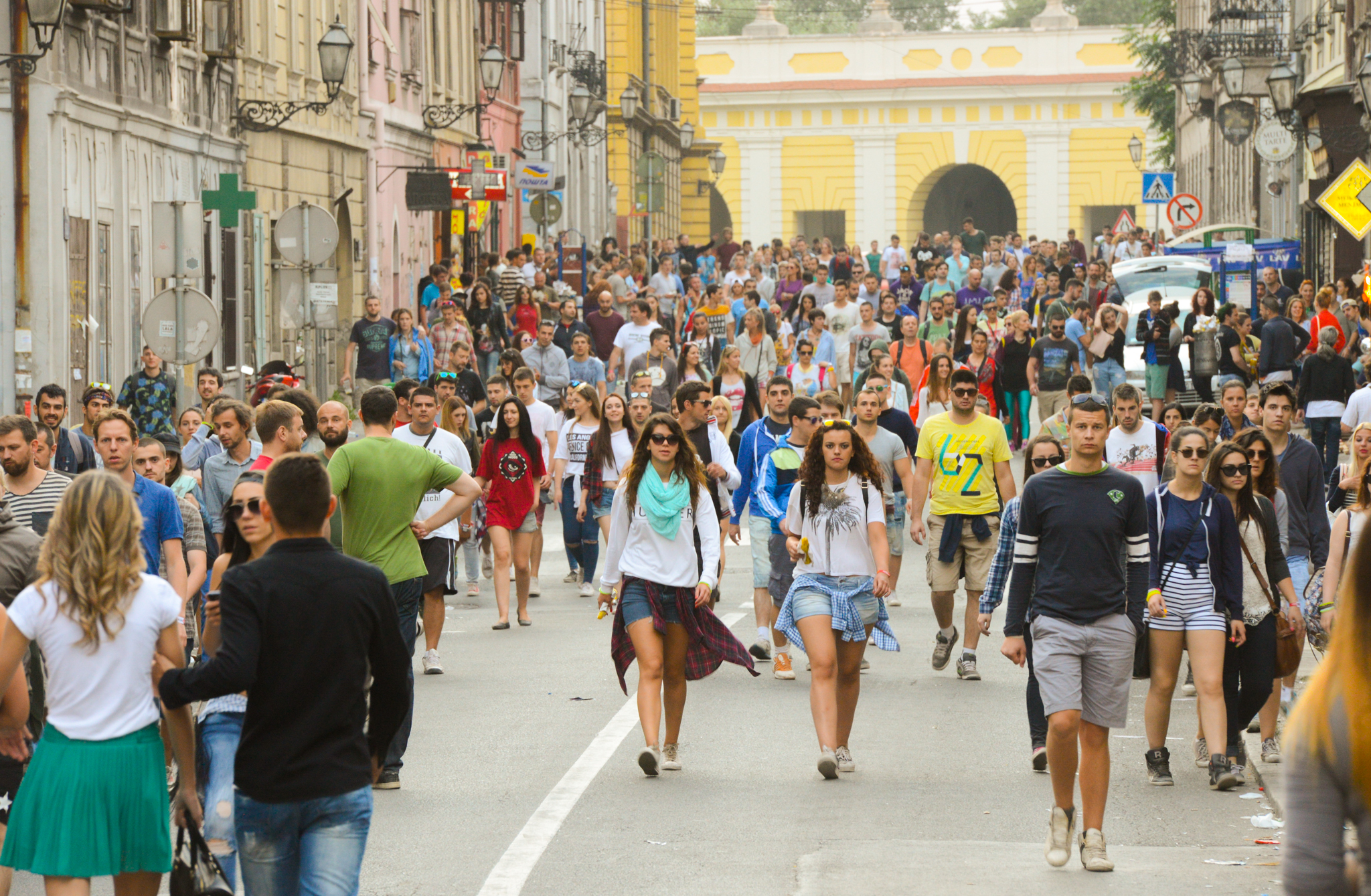
2015
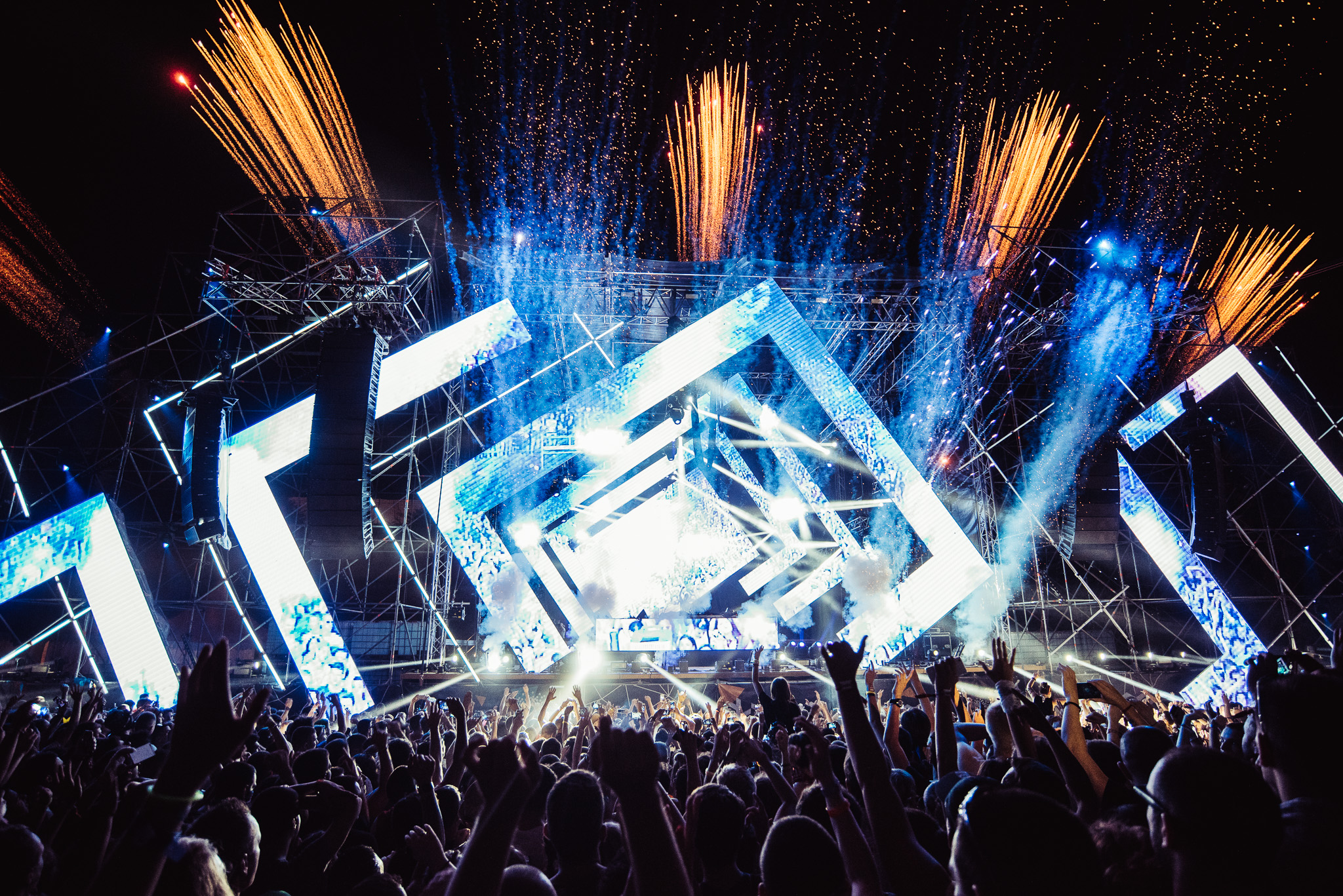
2017
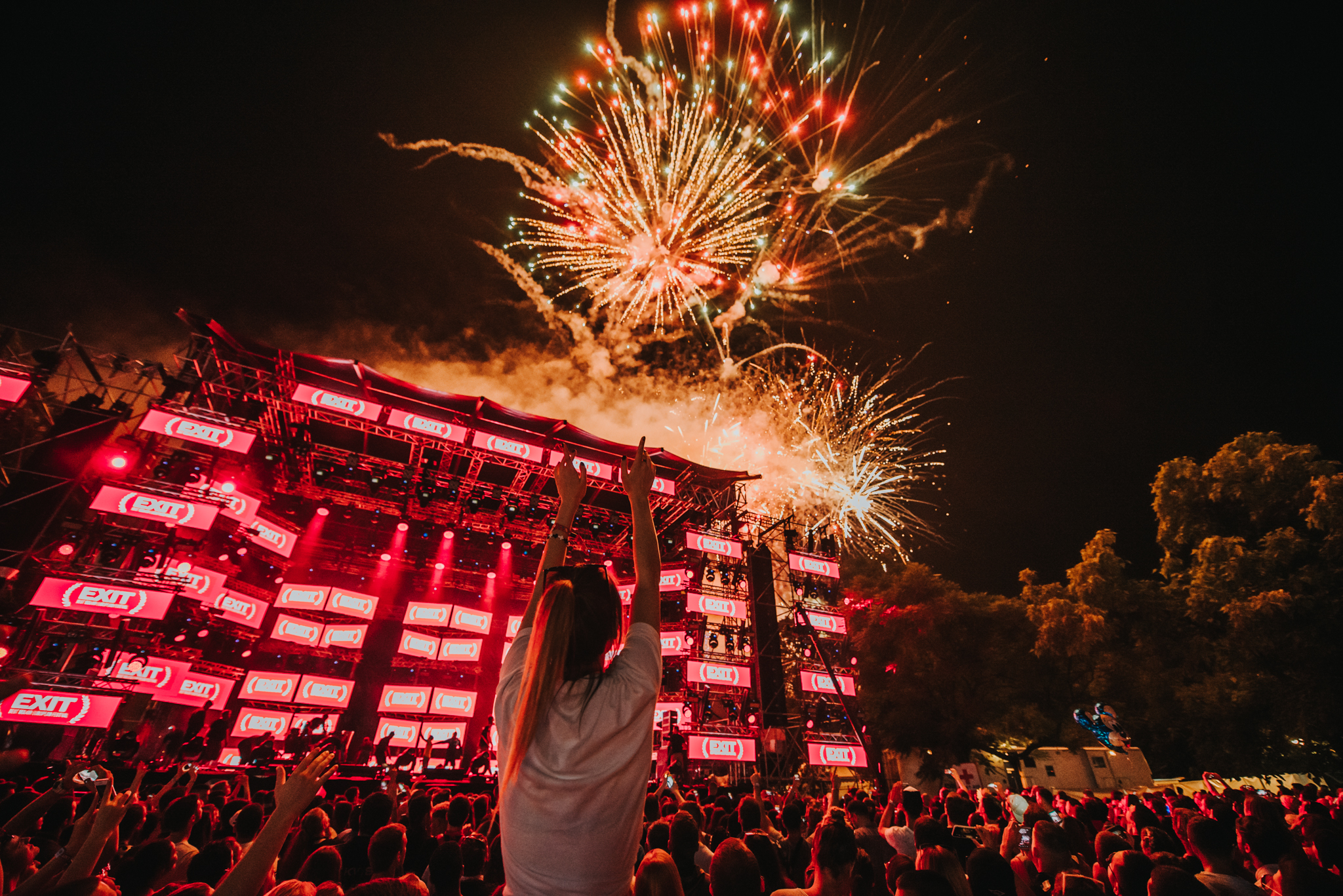
2018